# Aeropuerto del Condado de Sussex
El Aeropuerto del Condado de Sussex o el Sussex County Airport (IATA: GED, OACI: KGED, FAA LID: GED) es un aeropuerto público localizado a dos millas (3 km) al sureste del Distrito Financiero Central de Georgetown, en el condado de Sussex, Delaware, Estados Unidos. Este  aeropuerto de aviación general es propiedad del condado de Sussex.

## Instalaciones
El Aeropuerto del Condado de Sussex cubre un área de 615 acres (249 ha) y tiene dos pistas de aterrizajes:
- Pista 4/22: 5,000 x 150 ft. (1,524 x 46 m), Superficie: Asfalto
- Pista 13/31: 2,330 x 50 ft. (710 x 15 m), Superficie: Concreto